# Herbert Blumer
Herbert „Herb“ George Blumer (* 7. März 1900 in St. Louis, Missouri; † 13. April 1987 in Danville, Kalifornien) war ein US-amerikanischer American-Football-Spieler, sowie Soziologe und Schüler von George Herbert Mead. Er war 46. Präsident der American Sociological Association und gilt als Begründer der Zweiten Chicagoer Schule der Soziologie.

## Jugend / Footballspieler
Herbert Blumer wuchs als Sohn eines Möbelschreiners in St. Louis auf. Seine Mutter war Hausfrau. Von 1918 bis 1922 studierte er an der University of Missouri und spielte dort College Football. Nach seinem Studium war er in Missouri als Dozent tätig.
1925 erhielt er ein Doktorat an der University of Chicago. Im selben Jahr unterschrieb er einen Vertrag als Profi bei den Chicago Cardinals. Die Cardinals spielten in der National Football League (NFL). Herb Blumer wurde von der Mannschaft auf verschiedenen Positionen eingesetzt, er fand aber hauptsächlich Einsatzzeit als Guard in der Offense des Teams und war dort für den Schutz von Quarterback Paddy Driscoll verantwortlich. In der Saison 1925 erzielte Blumer zwei Touchdowns und wurde mit seiner Mannschaft NFL Meister. Im Jahr 1929 wurde er zum All-Pro gewählt. Nach 59 Spielen in der NFL beendete Blumer 1933 seine Spielerlaufbahn.

## Soziologe
Blumer übernahm nach dem krankheitsbedingten Ausscheiden Meads dessen Hauptvorlesung und führte dessen Werk weiter – von 1925 an der Universität von Chicago lehrend, 1952 nach Berkeley wechselnd. 1954/55 amtierte er als Präsident der Society for the Study of Social Problems (SSSP).
Er prägte 1937 den Begriff des symbolischen Interaktionismus und fasste die Ideen Meads in den folgenden drei Prämissen zusammen:
1. Menschen handeln Dingen gegenüber auf Grund der Bedeutung, die diese Dinge für sie haben.
2. Diese Bedeutung entsteht durch soziale Interaktion.
3. Die Bedeutungen werden durch einen interpretativen Prozess verändert, den die Person in ihrer Auseinandersetzung mit den ihr begegnenden Dingen benutzt.

## Ruhestand und Emeritierung
Nach seinem Ruhestand 1967 an der University of California, Berkeley wirkte Herbert Blumer noch als Emeritus bis 1986. Sein Gesundheitszustand verschlechterte sich ab 1985 deutlich und er starb am 13. April 1987 in Danville, Kalifornien. Er hinterließ seine Frau Marcia und zwei Töchter.

## Schriften (Auswahl)
- George Herbert Mead and human conduct. Herausgegeben und eingeleitet von Thomas J. Morrione, AltaMira Press, Walnaut Creek (Californie) 2004, ISBN 0759104670.
- Selected works of Herbert Blumer. A public philosophy for mass society. Herausgegeben und kommentiert von  Stanford M. Lyman und Arthur J. Vidich, University of Illinois Press, Urbana 2000, ISBN 025206884X.
- Symbolic Interactionism. Perspective and Method. Prentice-Hall, Englewood Cliffs (New Jersey) 1969.
- Critiques of research in the social sciences. Social science research council, New York 1939.
- Herausgegeben mit Ernest W. Burgess: Human side of social planning. Selected papers from the Proceedings of the American Sociological Society. American Sociological Society, Chicago 1935.
- Movies and Conduct. The Macmillan Company, New York 1933.
- Mit Philip M. Hauser: Movies, Delinquency and Crime. The Macmillan Company, New York 1933.